# واتيفر (أغنية)
واتيفر بالإنقليزية Whatever هي أغنية لفرقة الروك البريطانية أويسس من تأليف وتلحين عازف قيتار الفرقة ناول غلاغر , صدرت يوم 18 ديسمبر 1994 و إعتلت المرتبة الثالثة لأحسن المبيعات في بريطانيا كأول مقطوعة للفرقة تصل للتوب 5 و بقيت في قائمة أحسن الأغاني الشارتس لمدة 50 أسبوع أكثر من أي أغنية أخرى للفرقة . صنفت في المرتبة 57 لأحسن الأغاني البريطانية في التاريخ في سبر للأراء نظمته إذاعة إكس أف أم في 2010 . 

## التأليف
تم عزف مقطوعات الكمان و الكمانجا من طرف أوركسترا لندن و تم تعديلها عند التسجيل من طرف نيك إنغام و ناول غلاغر.
بعد إيداع المغني نايل أينس لشكوى في العدالة ضد الفرقة بتهمة استعارة لحن أغنيته هاو سويت تو بي أن إيديوت تم إنصافه في حقوقه للمؤلف وقررت العدالة  أن الفرقة مقيدة بتعويضه نتيجة لذلك وهو ما قامت به الفرقة بعد ذلك .  
كانت أغنية واتيفر خلال سنوات التسعينات من أكثر الأغاني عزفا من طرف الفرقة في عروضها الحية وكثيرا ما كانت تمزجها بأغنية البيتلز الشهيرة أكتوبيس غاردن . 

## قائمة الأغاني
- السي دي المنفرد

1. واتيفر - 6:21
2. (إيتس غود) تو بي فري - 4:18
3. هالف ذ ورلد أواي - 4:25
4. سلايد أواي - 6:31

- فينيل 7''

1. واتيفر - 6:21
2. (إيتس غود) تو بي فري - 4:18

- فينيل 12''

1. واتيفر - 6:21
2. (إيتس غود) تو بي فري - 4:18
3. سلايد أواي - 6:31

## مصار ومراجع
(en) « Site de Xfm's Best British Songs of All Time » (consulté le 24 juin 2010)